# Jessica Ennis-Hill
Dame Jessica Ennis-Hill, DBE (* 28. Januar 1986 in Sheffield als Jessica Ennis) ist eine ehemalige britische Mehrkämpferin. Ihre größten Erfolge sind der Sieg bei den Olympischen Spielen in London 2012, die Siege bei den Weltmeisterschaften 2009 in Berlin, 2011 in Daegu und 2015 in Peking sowie der Sieg bei den Europameisterschaften 2010 in Barcelona.

## Karriere
Jessica Ennis ist die Tochter eines jamaikanischen Malers und Dekorateurs und einer englischen Sozialarbeiterin. Sie wurde in den Sommerferien 1996 an die Leichtathletik herangeführt – da ihre Eltern arbeiten mussten, wurden sie und ihre Schwester Carmel in ein Sportcamp in ihrer Heimatstadt Sheffield geschickt. Dort wurde das Talent der 10-jährigen Schülerin von dem Trainer Mick Thompson entdeckt. Ab dem Jahr 2000 sollte Ennis von Tony Minichiello ständig betreut werden.
Nach Platz fünf bei ihren ersten nationalen Meisterschaften, den Jugendweltmeisterschaften 2003 (U18), und Platz acht bei den Juniorenweltmeisterschaften 2004 (U20) gewann sie 2005 den Titel als Junioreneuropameisterin. Bei der Universiade 2005 in Izmir belegte sie den dritten Platz mit 5910 Punkten. 
Bei den Commonwealth Games in Melbourne im März 2006 verbesserte sie ihre Bestleistung um 359 Punkte auf 6269 Punkte. Damit belegte sie den dritten Platz hinter ihrer englischen Teamkollegin Kelly Sotherton und der Australierin Kylie Wheeler. Beim Europacup der Mehrkämpfer in Arles erreichte sie im Juli 2006 Platz vier mit 6170 Punkten. In Göteborg bei den Europameisterschaften 2006 verbesserte sie ihre persönliche Bestleistung auf 6287 Punkte und belegte den achten Platz.
Im März 2007 nahm sie am Fünfkampf bei den Halleneuropameisterschaften in Birmingham teil, mit 4716 Punkten erreichte sie den sechsten Platz. Bei den Britischen Meisterschaften 2007 gewann Ennis den 100-Meter-Hürdenlauf und den Hochsprung. In Stettin verbesserte sie ihre persönliche Bestleistung 2007 auf 6399 Punkte. Eine weitere Steigerung gelang ihr bei den Weltmeisterschaften 2007 in Osaka, wo sie mit 6469 Punkten den vierten Platz belegte. Am 16. August 2009 wurde sie in Berlin Siebenkampfweltmeisterin mit der Weltjahresbestleistung von 6731 Punkten. Im Jahr darauf gewann sie auch den Europameistertitel in Barcelona und verbesserte dabei ihre persönliche Bestleistung auf 6823 Punkte. Bei den Weltmeisterschaften 2011 in Daegu konnte sie ihren Titel von Berlin nicht verteidigen, obwohl sie bis zum Speerwurf die Tabelle mit über 100 Punkten Vorsprung anführte. Sie erreichte mit ihrem Wurf nur eine Weite von 39,95 m und verlor somit die Chance auf den zweiten Weltmeistertitel. Mit 6751 Punkten gewann sie hinter der Russin Tatjana Tschernowa die Silbermedaille. Im Dezember 2016 wurde ihr jedoch die Goldmedaille zugesprochen, da die siegende Russin gedopt war.
Am 4. August 2012 gewann Ennis in London bei den XXX. Olympischen Spielen mit der persönlichen Bestmarke von 6955 Punkten die Goldmedaille im Siebenkampf. Im 100-Meter-Hürdenlauf stellte sie sogar eine Weltbestleistung innerhalb des Siebenkampfs auf. Daraufhin wurden Ennis mehrere Auszeichnungen zuteil, darunter 2013 der Laureus World Sports Award als „Weltsportlerin des Jahres“.
Nach einer zweijährigen Babypause bestritt Ennis-Hill 2015 ihren ersten Siebenkampf beim Hypomeeting in Götzis 2015. Dort erreichte sie den vierten Platz und war somit eine Medaillenanwärterin für die Weltmeisterschaften 2015 in Peking. Dort setzte sie sich überraschend gegen die Weltjahresbeste und favorisierte Brianne Theisen-Eaton durch und gewann mit 6669 Punkten die Goldmedaille vor der Kanadierin Theisen Eaton und der Lettin Laura Ikauniece-Admidiņa.
Bei den Olympischen Spielen in Rio de Janeiro errang Ennis-Hill mit einem Ergebnis von 6775 Punkten die Silbermedaille. Im Oktober 2016 erklärte sie ihr Karriereende.
Ennis studierte Psychologie an der University of Sheffield und graduierte im Sommer 2007. Ende 2012 veröffentlichte sie unter dem Titel Unbelievable ihre Autobiografie. 
Ennis ist seit Mai 2013 mit dem Immobilienmanager Andy Hill verheiratet und startet seitdem unter dem Doppelnamen Ennis-Hill. Im Juli 2014 wurden beide Eltern eines Sohnes.
Sie hatte bei einer Körpergröße von 1,65 m ein Wettkampfgewicht von 57 kg.

## Auszeichnungen
- 2009–2012: Britische Leichtathletin des Jahres
- 2011: Member of the Order of the British Empire (MBE)
- 2012: Ehrenpreis „Freedom of the City“ der Stadt Sheffield[6]
- 2012: 2. Platz bei der Wahl zum britischen Sportler des Jahres
- 2012: Europas Leichtathletin des Jahres
- 2012: Europas Sportlerin des Jahres (UEPS)
- 2012: Commander of the Order of the British Empire (CBE)
- 2013: Laureus World Sports Award („Weltsportlerin des Jahres“)
- 2017: Dame Commander of the Order of the British Empire (DBE)